# Штаерман, Елена Михайловна
Еле́на Миха́йловна Штаерма́н (22 сентября 1914, Петроград — 22 октября 1991, Москва) — советский ученый-антиковед, специалист по истории Древнего Рима. Доктор исторических наук, профессор. Лауреат Государственной премии СССР (1987).

## Биография
Родилась в семье учёного в области строительной и теоретической механики, доктора технических наук, профессора Михаила Яковлевича (Мойши-Тейвеля Янкелевича) Штаермана (впоследствии заведующий кафедрой строительных конструкций Московского института путей сообщения, 1937—1941). Племянница учёных-механиков Ю. Я. Штаермана и И. Я. Штаермана, внучатая племянница еврейского писателя и драматурга И.-И. Ш. Сиркиса.
После окончания средней школы в 1930 году поступила в дорожный техникум, однако ушла оттуда в 1932 году, устроившись работать чертежницей в проектный институт. В 1934 году поступила на воссозданный исторический факультет МГУ, после окончания которого в 1939 году оставлена в аспирантуре при кафедре древней истории (научный руководитель Н. А. Машкин).
В 1942 году защитила кандидатскую диссертацию «Кризис III века в Галлии и Африке». С того же года — сотрудник Библиотеки им. Ленина, с 1944 году перешла на работу в Институт истории материальной культуры, впоследствии Институт археологии АН СССР. С 1950 года и до конца своих дней работала в Институте истории АН СССР, более 40 лет была связана с сектором античной истории Института всеобщей истории. В 1957 году защитила докторскую диссертацию «Кризис рабовладельческого строя в западных провинциях Римской империи».
Являлась поклонницей творчества Ф. М. Достоевского.

## Научная деятельность
Занималась исследованием социально-экономических и культурных проблем древнеримской истории, прежде всего кризисом Римской империи III века и вопросами, связанными с древнеримским рабовладением, а также переводами античных авторов. Автор восьми книг, множества статей, докладов, ряда переводов. Последним её трудом стала книга «История крестьянства в древнем Риме». Как отмечают, её трудами прежде всего был поднят вопрос о древнеримском крестьянстве и его общине.
Придерживаясь марксистских взглядов на особенности античного общества, творчески интерпретировала принципы исторического материализма при рассмотрении конкретных проблем. Именно статья Е. М. Штаерман в журнале «Вестник древней истории» (1989, № 2) открыла важную дискуссию о характере государственности Древнего Рима.
На протяжении четверти века состояла членом редколлегии «Вестника древней истории».
Благодаря переводам её работ на европейские языки (прежде всего, немецкий) стала наиболее известным на Западе советским исследователем Древнего Рима. Профессор C. Г. Карпюк называет Е. М. Штаерман «неформальным лидером» сообщества советских историков древности.
По словам Л. П. Маринович, Е. М. Штаерман «неизменно была принципиальна и твердо отстаивала свои взгляды, всегда покоящиеся на анализе источников». И. Л. Маяк отмечала, что Штаерман «была историком-марксистом и не скрывала этого, но подходила к марксизму творчески». По оценке Г. А. Кошеленко, она являлась крупнейшим антиковедом-марксистом XX века. С. Б. Крих указывает, что «книги Е. М. Штаерман… заполнены… большим числом фактов и ссылок на специальную литературу, но сплошь подчинены обобщающей идее, которую усиленно демонстрируют (как мысль об особой любви италийских тружеников к Сильвану, который характеризуется как бог простонародья), и которая не только не всегда убедительна, но и не всегда интересна читателю… Язык Штаерман создаёт ощущение удачно собранного гербария».